# Menschen wie Götter
Menschen wie Götter (russisch Люди как боги Ljudi kak bogi) ist eine zwischen 1966 und 1977 erschienene Romantrilogie des sowjetischen Autors Sergei Snegow.
Die Space Opera handelt von Menschen einer fernen Zukunft, die mit Hilfe äußerst fortschrittlicher Technologien „wie Götter“ das Weltall durchpflügen, fremde Planeten erkunden und Freundschaft mit außerirdischen Zivilisationen schließen.
Menschen wie Götter gilt heute als bedeutender Klassiker der russischen Phantastik und wurde 1984 mit dem Aelita-Preis ausgezeichnet.

## Publikationsgeschichte
Der Romanzyklus Menschen wie Götter besteht aus drei Büchern. Nachdem zunächst kein russischer Verlag Snegows Werk publizieren wollte, erschien das erste Buch Die Erkundung der Galaxis (russ. Originaltitel: Галактическая разведка) schließlich im Jahr 1966. Die Invasion im Perseus (russ. Originaltitel: Вторжение в Персей) wurde bereits zwei Jahre später im Jahr 1968 veröffentlicht, der inhaltlich von den vorherigen Büchern klar abgegrenzte dritte Roman Der Ring der Gegenzeit (russ. Originaltitel: Кольцо обратного времени) erschien erst 1977.
Die Trilogie erschien unter anderem auf Deutsch (Bücher 1 und 2 in der DDR 1972 im Verlag Das Neue Berlin, in der BRD Lizenzausgabe dieser Übersetzung 1978 bei Heyne, Buch 3 1978 im Verlag MIR für Das Neue Berlin), auf Polnisch, Ungarisch und Japanisch.

## Handlung

### Erstes Buch: Die Erkundung der Galaxis
Zu Beginn der Geschichte begibt sich die Hauptfigur des Romans Eli Gamasin als Teilnehmer einer irdischen Delegation von der Erde zu einer Konferenz der Sternenvölker auf die Ora, einem künstlichen, von den Menschen geschaffenen Planeten.
Während der Konferenz, an der neben den Menschen Delegationen verschiedener außerirdischer Zivilisationen teilnehmen, erhalten die Teilnehmer die Nachricht über eine bisher unbekannte, hoch entwickelte Zivilisation, die den Menschen sehr ähnlich sein soll. Diese als Galakten bezeichneten Wesen liegen offenbar im Krieg gegen ein weiteres unbekanntes außerirdisches Volk, die außerordentlich grausamen Zerstörer. Aufgrund dieser Informationen fasst die Konferenz den Entschluss, ein Geschwader von Raumschiffen zu den Plejaden zu entsenden, um nähere Informationen zu sammeln und – wenn nötig – aktiv in das Kriegsgeschehen einzugreifen. Die Raumschiffe der Menschen, die sog. Sternenpflüge, sind in der Lage, sich im Kosmos beliebig mit Überlichtgeschwindigkeit zu bewegen dank der Annihilation von Raum in Materie (Tanew-Effekt).
Nach der Landung auf dem Planeten Sigma in den Plejaden treffen die Menschen erstmals auf die Zerstörer, und nach einem erbitterten Kampf wird ein Expeditionsmitglied von unsichtbaren Kriegern der Zerstörer entführt. Kurz darauf entbrennt eine interstellare Schlacht zwischen den Kreuzern der Zerstörer und dem Geschwader der Menschen, aus der die Menschen siegreich hervorgehen, indem sie einige Kreuzer der Zerstörer vernichten.
Daraufhin begibt sich das Geschwader zum Sternenhaufen Chi Persei, in welchem die Menschen die Heimat der Galakten und ihrer Feinde vermuten. Trotz einer Warnung der Galakten in Form eines Funkspruchs geraten sie in eine Falle der Zerstörer: Die Zerstörer versperren den Sternenpflügen den Rückweg zur Erde, indem sie den Raum krümmen. Erst als die Kapitänin des letzten verbleibenden Schiffes den Befehl gibt, eine der Planetenfestungen der Zerstörer zu annihilieren, gelingt den Menschen die Flucht aus dem nicht-euklidischen Raum und die Heimkehr zur Erde. Die Kenntnis des umgekehrten Tanew-Effektes (Umwandlung von Materie in Raum) verleiht den Menschen eine mächtige Waffe, die sie ihren Gegnern ebenbürtig macht.

### Zweites Buch: Die Invasion im Perseus
Nach der ersten Expedition brechen erneut kosmische Geschwader der Menschen zum Sternenhaufen Chi Persei auf, unter anderem, um das vermisste Mitglied der ersten Expedition zu suchen. Eli, der zum Admiral dieser Sternenflotte ernannt wurde, hat nun das Oberkommando. Abermals bereitet ihnen die Raumkrümmung der Zerstörer Schwierigkeiten, und schließlich gelingt es diesen, das Vorauskommando der Menschen zur Kapitulation zu zwingen und sie gefangen zu nehmen. Orlan, ein hoher Offizier der Zerstörer, bringt die Menschen zum Anführer, dem Großen Zerstörer. Eli erfährt, dass die Zerstörer ihrem Namen nach eine Philosophie der Destruktivität verfolgen und nach einer fortschreitenden Technisierung ihres Körpers durch künstliche Implantate streben. Ebenso erfährt er von den Ramiren, einem sagenumwobenen Volk, das früher den Sternenhaufen bewohnte und sich jetzt im Kern der Galaxis befinden soll. Er hält daraufhin eine flammende Rede vor den Zerstörern, in der er das Wunder und den Erhalt des Lebens als höchsten Wert aller vernunftbegabten Wesen hervorhebt.
Durch diesen Vortrag gelingt es Eli, Orlan und eine große Zahl weiterer Zerstörer auf seine Seite zu ziehen. Gemeinsam gelingt es ihnen, zu fliehen und eine Metrikstation zu erobern, die am System der Raumkrümmung der Zerstörer beteiligt ist, und die von einem biologischen Gehirn gesteuert wird. Mit dessen Hilfe gelingt es den Menschen und ihren neuen Freunden, in den Sternensektor der Galakten vorzudringen. Gemeinsam mit diesen besiegen sie die Zerstörer.

### Drittes Buch: Der Ring der Gegenzeit
Der dritte Teil basiert auf den Geschehnissen der ersten beiden Teile, erzählt aber eine eigenständige Geschichte. Die Handlung spielt einige Jahrzehnte nach den Ereignissen der Bücher 1 und 2. Nachdem eine erste Expedition von Menschen, Galakten und Demiurgen (ehemals Zerstörer) zum Kern der Galaxis in der Vernichtung der Schiffe geendet hat, wird der Entschluss gefasst, eine weitere Flotte von Sternenpflügen zu entsenden, diesmal mit der neuesten Technik ausgestattet. Eli wird dabei zum wissenschaftlichen Leiter der Expedition ernannt, das Kommando wird Oleg – dem Sohn seines einst von den Zerstörern gekidnappten (Buch 1) besten Freundes André – übertragen. Während ihrer Expedition begegnen sie einem „Zeit-Raumschiff“ der spinnenartigen Aranen. Diese versuchten, aus ihrer Zeit auszubrechen, da ihre Welt vom „Zeitkrebs“ befallen sei, einem instabilen und scheinbar zerrissenen Raum-Zeit-Kontinuum.
Die Menschen nehmen Oan, den einzigen Überlebenden der Besatzung auf. Dieser stellt sich allerdings später als Saboteur und Abgesandter der Ramiren heraus, der die Menschen ausspionieren soll. Eli gelingt es jedoch, Oan zu entlarven. Im Kern der Galaxis sind die Überlebenden der Expedition mit dem Problem der zerrissenen Zeit konfrontiert, doch ihnen gelingt die Flucht. Sie nehmen die Erkenntnis mit, dass die Ramiren bewusst in die Abläufe im Kern der Galaxis eingreifen und weit jenseits des menschlichen Entwicklungsniveaus stehen.

## Buchausgaben
- Menschen wie Götter [nur Buch 1 und 2], Übers. Heinz Kübart, Das Neue Berlin, 1972
- Der Ring der Gegenzeit [= Menschen wie Götter, Buch 3], Übers. Heinz Kübart, Verlag MIR Moskau und Das Neue Berlin, 1978
- Menschen wie Götter (Buch 1 und 2). Heyne TB, 1978
- Menschen wie Götter, in drei Büchern (alle 3 Teile), Übers. Heinz Kübart, MIR Moskau und Das Neue Berlin, 1981
- Menschen wie Götter. Das Neue Berlin TB, 2003 ISBN 3-360-00838-3
- Menschen wie Götter. Verlag Neues Leben, Berlin 2006, ISBN 3-355-01726-4
- Menschen wie Götter. Heyne TB, 2010. ISBN 3-453-52519-1 (alle 3 Teile)